# Stolno (gromada)
Stolno – dawna gromada, czyli najmniejsza jednostka podziału terytorialnego Polskiej Rzeczypospolitej Ludowej w latach 1954–1972.
Gromady, z gromadzkimi radami narodowymi (GRN) jako organami władzy najniższego stopnia na wsi, funkcjonowały od reformy reorganizującej administrację wiejską przeprowadzonej jesienią 1954 do momentu ich zniesienia z dniem 1 stycznia 1973, tym samym wypierając organizację gminną w latach 1954–1972.
Gromadę Stolno z siedzibą GRN w Stolnie utworzono – jako jedną z 8759 gromad na obszarze Polski – w powiecie chełmińskim w woj. bydgoskim, na mocy uchwały nr 24/4 WRN w Bydgoszczy z dnia 5 października 1954. W skład jednostki weszły obszary dotychczasowych gromad Stolno, Rybieniec i Wichorze ze zniesionej gminy Chełmno oraz wieś Wabcz z dotychczasowej gromady Wabcz ze zniesionej gminy Robakowo w tymże powiecie. Dla gromady ustalono 23 członków gromadzkiej rady narodowej.
31 grudnia 1959 do gromady Stolno włączono obszar zniesionej gromady Małe Czyste w tymże powiecie.
31 grudnia 1961 do gromady Stolno włączono wsie Kamlarki i Tytlewo ze zniesionej gromady Krusin w tymże powiecie. 
Według stanu na rok 1966 gromada obejmowała powierzchnię 66,5 km² i zamieszkana była przez 4394 mieszkańców. W jej skład wchodziły następujące sołectwa: Jeleniec, Kamlarki (wraz z wsią Tytlewo), Kobyły, Małe Czyste (wraz z wsiami Wielkie Czyste, Zakrzewo, Nałęcz), Rybieniec, Stolno, Storlus, Wabcz, Wichorze (wraz z wsią Cepno).
1 stycznia 1969 do gromady Stolno włączono grunty rolne o powierzchni ogólnej 630,24 ha (Grubno) z miasta Chełmna w tymże powiecie.
1 stycznia 1972 z gromady Stolno wyłączono sołectwa Kamlarki i Tytlewo, włączając je do gromady Lisewo w tymże powiecie.
Gromada przetrwała do końca 1972 roku, czyli do kolejnej reformy gminnej. 1 stycznia 1973 w powiecie chełmińskim utworzono gminę Stolno.